# Aframomum aulacocarpos
Aframomum aulacocarpos är en enhjärtbladig växtart som beskrevs av François Pellegrin och Jean Koechlin. Aframomum aulacocarpos ingår i släktet Aframomum och familjen Zingiberaceae. Inga underarter finns listade i Catalogue of Life.